# Tia (Bondokuy)
Pour les articles homonymes, voir Tia.
Ne doit pas être confondu avec Tia (Siglé).
Tia est une localité située dans le département de Bondokuy de la province du Mouhoun dans la région de la Boucle du Mouhoun au Burkina Faso.

## Géographie
Le village regroupe administrativement celui de Vouzabri, les deux entités ayant une population totale de 2 504 habitants en 2003.

## Santé et éducation
Le centre de soins le plus proche de Tia est le centre de santé et de promotion sociale (CSPS) de Bondokuy.
Le village possède école primaire publique.